# Allochrusa transhyrcana
Allochrusa transhyrcana là loài thực vật có hoa thuộc họ Cẩm chướng. Loài này được Czerep. mô tả khoa học đầu tiên.